# Mária Lujza francia császárné
Ausztriai Mária Lujza (németül: Marie-Louise von Österreich, franciául: Marie-Louise d’Autriche, olaszul: Maria Luisa d’Austria, teljes nevén Mária Ludovika Leopoldina Franciska Terézia Jozefa Luca; Bécs, Habsburg Birodalom, 1791. december 12. – Parma, Parmai Hercegség, 1847. december 17.), a Habsburg–Lotaringiai-házból származó osztrák főhercegnő, I. Napóleon francia császár második feleségeként Franciaország császárnéja 1810-től hitvese 1814-es lemondatásáig. A bécsi kongresszus döntése alapján Parma, Piacenza és Guastalla uralkodó hercegnője 1804-től 1847-es haláláig. II. Ferenc német-római császár (1804-től osztrák császár) és Bourbon–Szicíliai Mária Terézia császárné legidősebb leánya.

## Élete

### Származása, testvérei

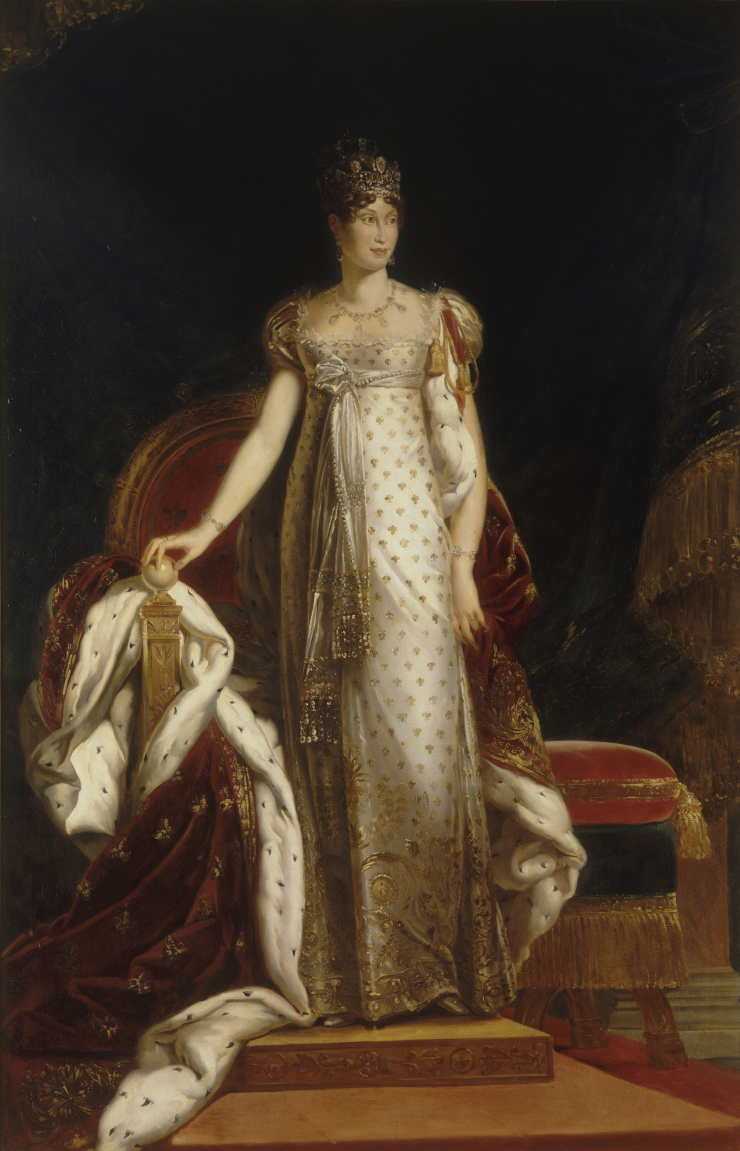
Mária Lujza francia császárné

Mária Ludovika főhercegnő 1791. december 12-én született Bécsben, elsőszülöttként 12 testvér közül (akikből csak heten érték meg a felnőttkort, köztük kettőt súlyos testi-szellemi fogyatékosság sújtott).
Édesapja a Habsburg–Lotaringiai-házból való Ferenc József Károly osztrák főherceg volt (1768–1835), II. Lipót császár (1747–1792) legidősebb fia, József nádor bátyja, akit Mária Lujza születése után néhány hónappal II. Ferenc néven német-római császár, I. Ferenc néven magyar és cseh király lett (1804-től megalapította az Ausztriai-házat, és I. Ferenc néven osztrák császárrá koronázták).
Édesanyja Ferenc császár második felesége, a Bourbon-házból való Mária Terézia Karolina nápoly–szicíliai királyi hercegnő (1772–1807), német-római császárné volt, IV. Ferdinánd nápolyi király (1751–1825), később I. Ferdinánd néven nápoly–szicíliai király és Habsburg–Lotaringiai Mária Karolina Lujza főhercegnő leánya.
1. Mária Ludovika főhercegnő (1791–1847), Mária Lujza néven francia császárné, majd parmai hercegnő.
2. Ferdinánd főherceg (1793–1875), aki később – uralkodásra való alkalmatlansága ellenére – I. Ferdinánd néven osztrák császár, V. Ferdinánd néven magyar király lett és 1831-ben Savoyai Mária Anna szárd királyi hercegnőt vette feleségül.
3. Karolina Leopoldina főhercegnő (1794–1795), kisgyermekként meghalt.
4. Karolina Lujza főhercegnő (1795–1799), kisgyermekként meghalt.
5. Mária Leopoldina főhercegnő (1797–1826), aki 1817-ben feleségül ment I. Péter brazil császárhoz (1798–1834), VI. János portugál király fiához, aki 1826-tól IV. Péter néven portugál király lett.
6. Mária Klementina főhercegnő (1798–1881), aki 1816-ban a Bourbon-házból való Lipót János salernói herceghez, I. Ferdinánd nápoly–szicíliai király és Mária Karolina osztrák főhercegnő fiához ment feleségül.
7. József Ferenc főherceg (1799–1807), gyermekkorban meghalt.
8. Karolina Ferdinanda főhercegnő (1801–1832), aki 1819-ben Frigyes Ágost szász koronaherceghez ment feleségül.
9. Ferenc Károly főherceg (1802–1878), aki 1824-ben Zsófia Friderika bajor királyi hercegnőt (1805–1872), I. Miksa bajor király leányát vette feleségül. Az ő legidősebb fiuk lett Ferenc József császár és király.
10. Mária Anna főhercegnő (1804–1858), súlyos szellemi fogyatékossággal született.[1]
11. János Nepomuk főherceg (1805–1809), kisgyermekkorban meghalt.
12. Amália Terézia főhercegnő (*/† 1807), kisgyermekkorban meghalt.

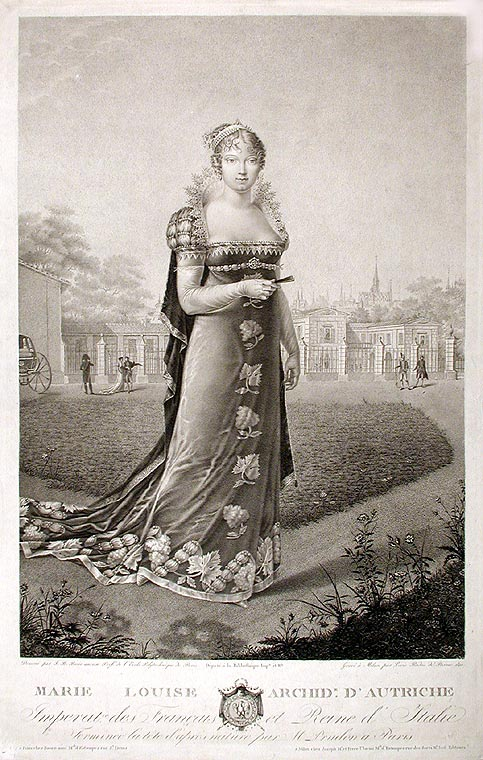
Az ifjú Mária Lujza főhercegnő (J.B.François Bosio rézmetszete)

### Ifjúsága a francia forradalom árnyékában
Mária Ludovika főhercegnő születése és gyermekévei idején apjának, Ferenc császárnak a forradalmi Franciaország és a napóleoni háborúk fenyegetésével kellett szembenéznie. A főhercegnő négy hónapos volt, amikor a francia forradalmi kormány hadat üzent apjának, akit csak „Magyarország királyának” titulált. Kétéves volt, amikor a jakobinusok nyaktiló alatt kivégezték apai nagynénjét, Marie Antoinette főhercegnőt, francia királynét férjével, XVI. Lajos királlyal együtt (1793). Négyéves volt, amikor 16 éves unokanővérét, Mária Terézia Sarolta francia királyi hercegnőt, Marie Antoinette leányát, akit a forradalmárok már három éve tartottak börtönben, francia hadifoglyok elengedése fejében sikerült kiszabadítani (1795).
Mária Ludovika főhercegnőbe és ifjabb testvéreibe korán beoltották a Napóleon elleni gyűlöletet. A Habsburg–Lotaringiai-ház tagjai Ausztria esküdt ellenségének tekintették a forradalom katonájából hadvezérré emelkedő Bonaparte tábornokot, aki megdöntötte a Német-római Birodalmat, háborús vereségek sorozatát mérte Ausztriára és szövetségeseire, és Ausztria tartományainak egész sorát ragadta el. A plebejus származású francia katonatiszt 1804-ben a franciák császárává, a nagy múltú Habsburg uralkodóval egyenrangú uralkodóvá kapaszkodott fel, miközben Ferencet arra kényszerítette, hogy 1806-ban lemondjon német-római császári címéről. (Eltűnőben lévő méltóságának helyére alapította még 1804-ben Ferenc császár a Habsburg-birtokokból az örökletes Osztrák Császárságot, amelynek első uralkodója lett). 1805-ben és 1809-ben Napóleon csapatai még Bécset is elfoglalták, a főhercegnő emlékeiben élénken élt a bécsi utcákon elrettentésül felállított guillotine-ok látványa. Annyira gyűlölte a francia „Antikrisztust”, hogy egyik babáját Napóleonról nevezte el, és rendszeresen ezen töltötte ki haragját.
A Habsburg főhercegnőket uralkodók feleségéül szánták, ennek érdekében kiváló és sokoldalú oktatást kaptak. Ferdinando Paër zeneszerző keze alatt Mária Ludovika zenét tanult. Német anyanyelvén túl megtanult folyékonyan beszélni angolul, franciául, olaszul, latinul és spanyolul is. Alapvetően felvilágosult szellemben nevelték, játszhatott a palota közrendű alkalmazottainak gyermekeivel is, császári apjával rendszeresen sétált Bécs utcáin.
1809-ben, a wagrami csatavesztést követően a 18 éves Mária Ludovika először szembesült Metternichnek, a párizsi osztrák követnek azzal a tervével, hogy a béke zálogaként őt adná férjhez a gyűlölt Napóleonhoz.

### Házassága Napóleonnal
1810. január 10-én Napóleon császár elvált 47 éves feleségétől, Jozefina császárnétól (1763–1814), azzal a hivatalos indokkal, hogy Jozefina nem tudott neki fiúörököst szülni. A császár ekkor már a nagy múltú európai uralkodóházakban keresett magának új házastársat, akinek révén saját újonnan kreált császárságát széles körben legitimálhatja. Először a Romanov-házból való Anna Pavlovna nagyhercegnőt, I. Sándor orosz cár húgát kívánta feleségül kérni, de a leánykérést a cár visszautasította. Ezután fordult a Habsburg–Lotaringiai-ház felé. A Habsburg Birodalmat 1809-ben ért katonai vereségek után Ferenc császár nem volt abban a helyzetben, hogy visszautasításával maga ellen hangolja legyőzőjét. Leánya házasságától Ferenc a megtépázott Osztrák Császárság és az erős Francia Császárság politikai kapcsolatainak stabilizálódását remélte, Napóleon viszont az ősi Habsburg-családból való császárleánnyal kötött frigy révén saját presztízsét kívánta növelni.
A megegyezést Metternich hozta tető alá. Mária Lujza elfogadta apja akaratát. Sorsát egyfajta személyes áldozatnak tekintette, amit a Habsburg–Lotaringiai-ház fennmaradása érdekében kellett meghoznia. 18 év folyamatos háborúskodás után az osztrák lakosság tartós békét remélt, az osztrák arisztokrácia viszont a Birodalom súlyos megalázásaként élte meg a császárleány és a „korzikai káplár” házasságát.

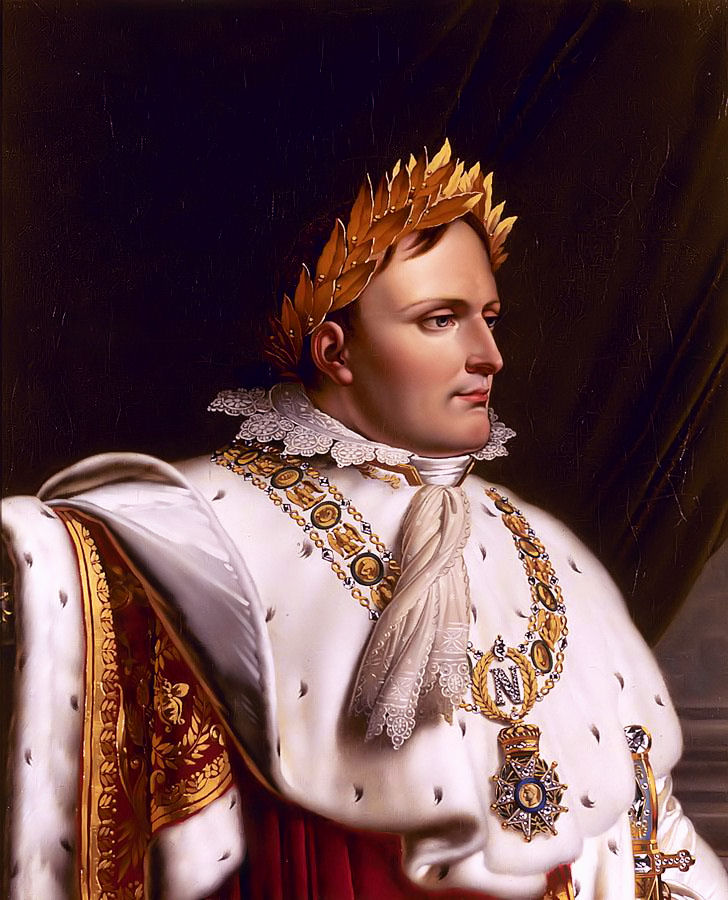
Első férje: I. Napóleon császár
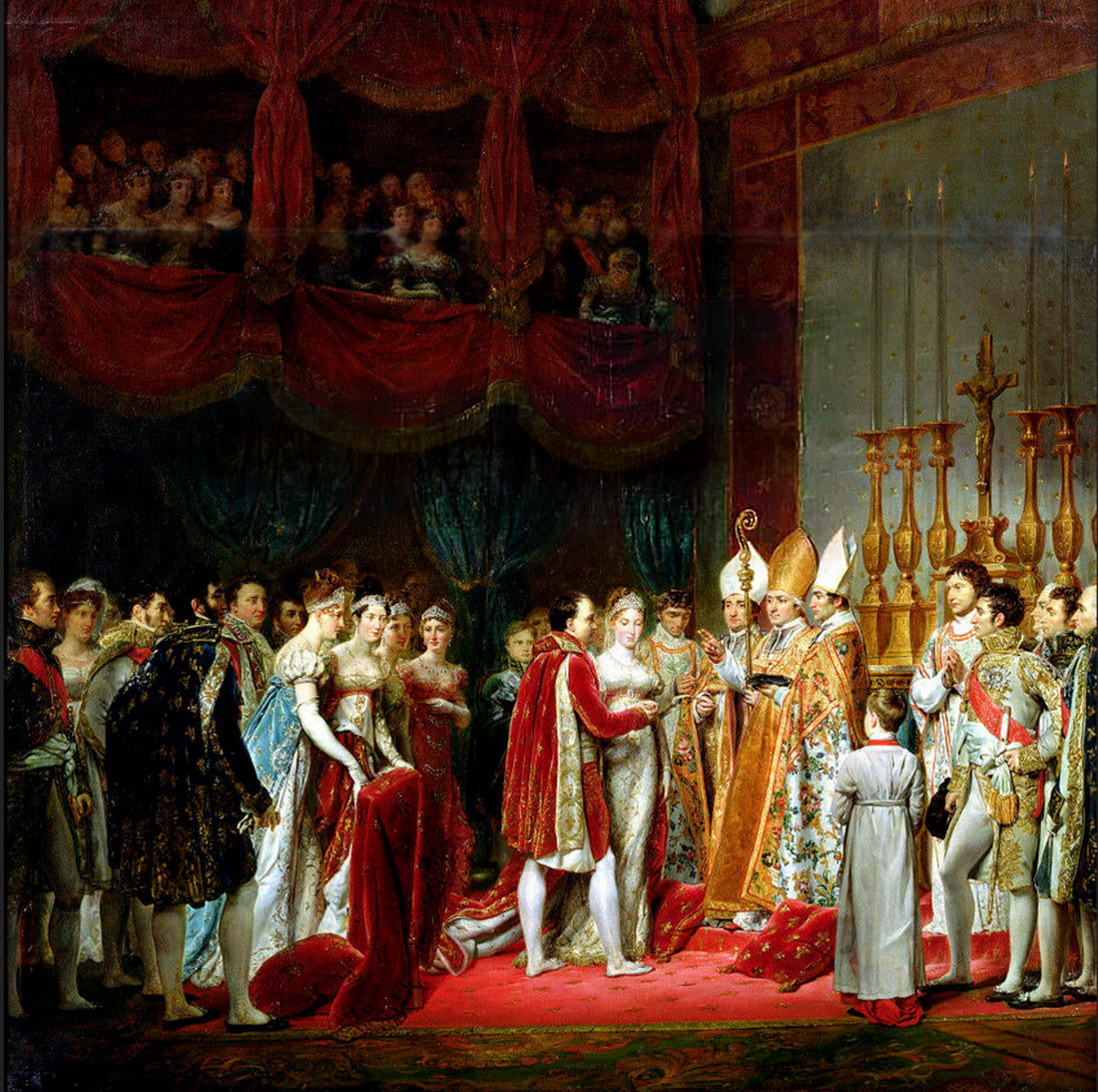
Esküvője Napóleonnal a Louvre-ban
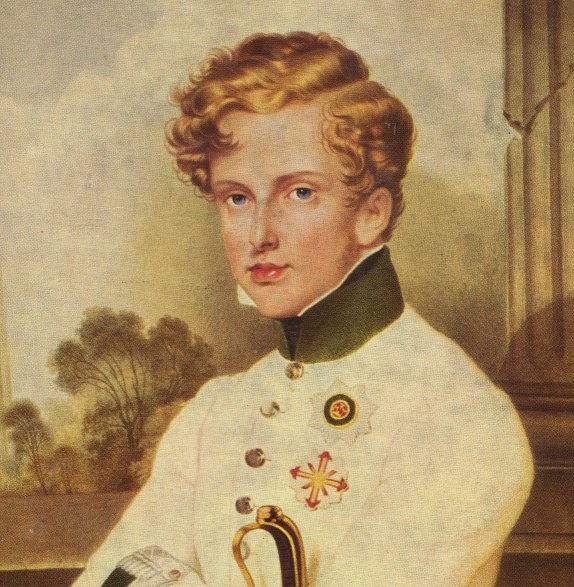
Első fia, Napóleon herceg
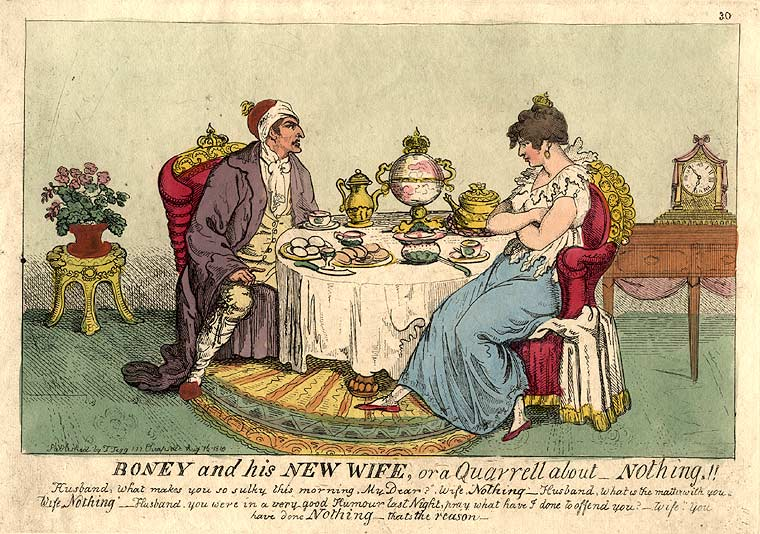
Angol gúnyrajz a császári párról

Az esküvő előtt Napóleon leckéket vett illendő viselkedésből, és megtanult keringőzni is. 1810. március 11-én a 19 éves Mária Ludovika osztrák főhercegnő képviselők útján (per procurationem) Bécsben házasságot kötött a 41 éves Napóleonnal, és Mária Lujza néven a franciák császárnéja (impératrice des Français) lett. Ezt követően Mária Lujza elutazott Franciaországba. A türelmetlen Napóleon nem tudta kivárni, amíg a főhercegnő és kísérete Párizsba érkezik. Eléjük lovagolt, március 27-én Compiègne-ben találkozott a kocsisorral. Meg sem várva a hivatalos esküvőt, nyomban asszonyává is tette ifjú feleségét,
és élményeiről beszámolt segédtisztjének Savary tábornoknak is.
Április 1-jén azután megtartották az ünnepélyes esküvői szertartást is a párizsi Louvre palotakápolnájában,
1811. március 20-án megszületett a hőn óhajtott trónörökös, Napóleon első törvényes fia, Napóleon Ferenc Károly József császári herceg (Napoléon-François-Charles-Joseph Bonaparte, 1811–1832). A szülés során komplikációk léptek fel, a császárné már 12 órája vajúdott, s ekkor Napóleon olyan utasítást adott az orvosoknak, hogy az anya életét mentsék meg (szemben a kor szokásával, a királyi gyermek életének elsőbbségével). De a trónörökös végül szerencsésen megszületett, életben maradt és megkapta a római királyi címet. Anyja nem sokat törődött gyermekével, nevelését Madame de Montesquiou-re („Maman Quiou”) bízta.

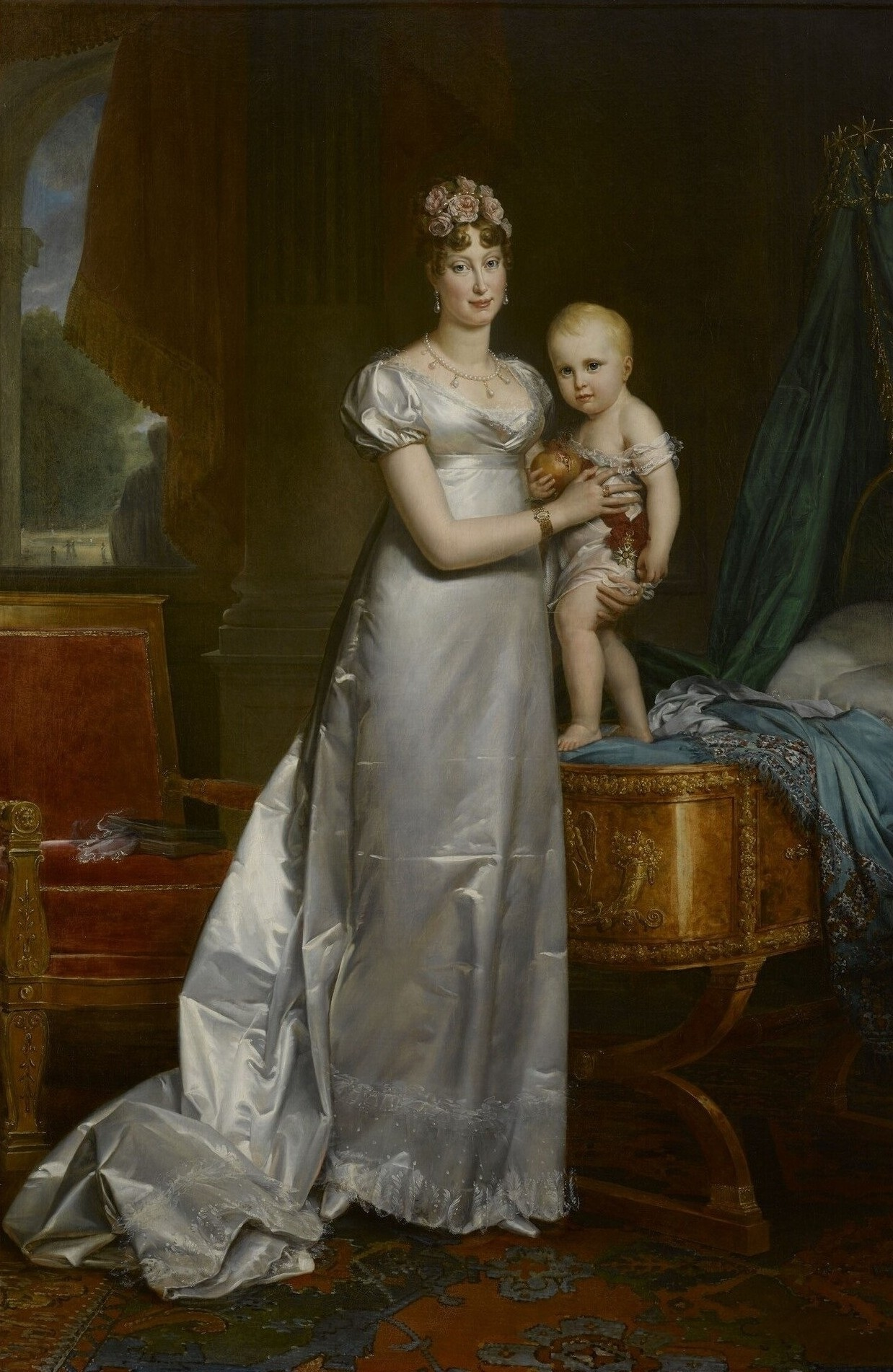
Mária Lujza francia császárné fiával, a római királlyal

Napóleon nem volt monogám természetű. Első feleségét, Joséphine de Beauharnais-t rendszeresen megcsalta, bár szerelmes volt bele, de nem tisztelte. Mária Lujzába nem volt szerelmes, de tisztelte benne a született császári hercegnőt, és a trónörökös anyját. Sokáig hű maradt hozzá, nyilvánosan nem csalta meg.
Napóleon hivatalosan is császárnévá akarta koronáztatni Mária Lujzát, de VII. Piusz pápa, aki Napóleon első házasságát tekintette érvényesnek, megtagadta hozzájárulását. Napóleon Mária Lujzát Franciaország régensévé nevezte ki. 1812 áprilisa és decembere között, Napóleon oroszországi hadjárata idején a 21 éves Mária Lujza régensként uralkodott Franciaországban.
A francia lakosság mindvégig ellenszenvvel viseltetett az osztrák származású császárnéval szemben ugyanúgy, ahogy annak idején Marie Antoinette királynét is gyűlölték idegen származása miatt. Napóleon első felesége, Joséphine de Beauharnais a nép emlékezetében szorosan összekapcsolódott a verhetetlen császárság dicsőséges korszakával. Az ősellenség országából érkező Mária Lujza idején bekövetkeztek az első (kisebb) harctéri vereségek, ezeket a közvélekedés az „osztrák nő” személyéhez kapcsolta. Ezen nem segített a trónörökös születése sem. Az 1812-es oroszországi hadjárat idején Napóleon újoncállítással is megbízta a régenst. Ekkor már a nagyon fiatal évjáratokra került a sor, az elégedetlenkedő nép ezeket „márialujzáknak” nevezte, és még jobban gyűlölte az „osztrák nőt” (L’Autrichienne). Még Napóleon közvetlen környezete sem kedvelte az új császárnét. A közrendű származású Josephine de Beauharnais továbbra is népszerű maradt vonzó megjelenése, közvetlensége és segítőkészsége révén, míg az arisztokrata születésű Mária Lujza visszafogottabb, távolságtartóbb viselkedését az udvari emberek arroganciának érezték. Napóleon saját úrhatnám családjának tagjai is ellenségesen viselkedtek vele szemben.
1813-ban megkezdődött az Ausztria által vezetett hatodik koalíció háborúja Franciaország ellen. Napóleon távollétében, 1813 áprilisa és 1814 januárja között, a németországi hadjárat alatt Mária Lujza ismét régensként uralkodott abban az országban, amely saját édesapjának hadserege ellen harcolt. Párizsban csupa olyan főtisztviselő vette körül, akik már a császár elárulásán munkálkodtak: Cambacérès, Lebrun, Joseph Bonaparte, Fouché, Talleyrand és Savary. Mária Lujza azonban mindvégig kitartott férje oldalán.

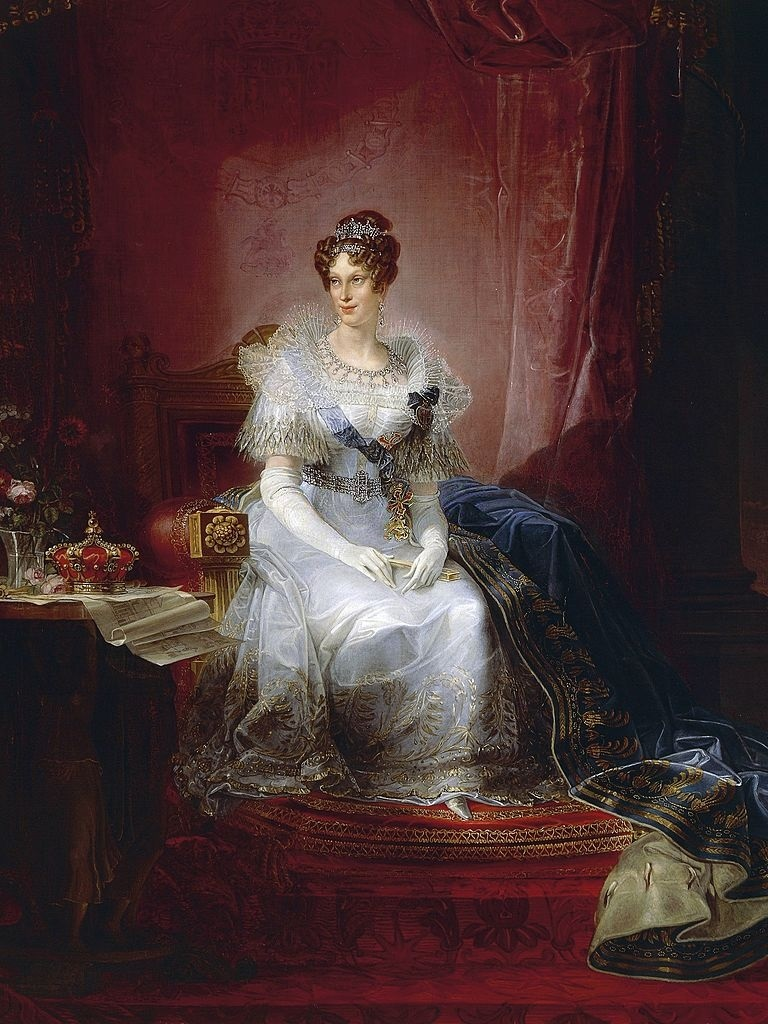
Mária Lujza, Parma hercegnője (Giovan Battista Borghesi festménye)

### Francia császárnéból parmai hercegnő

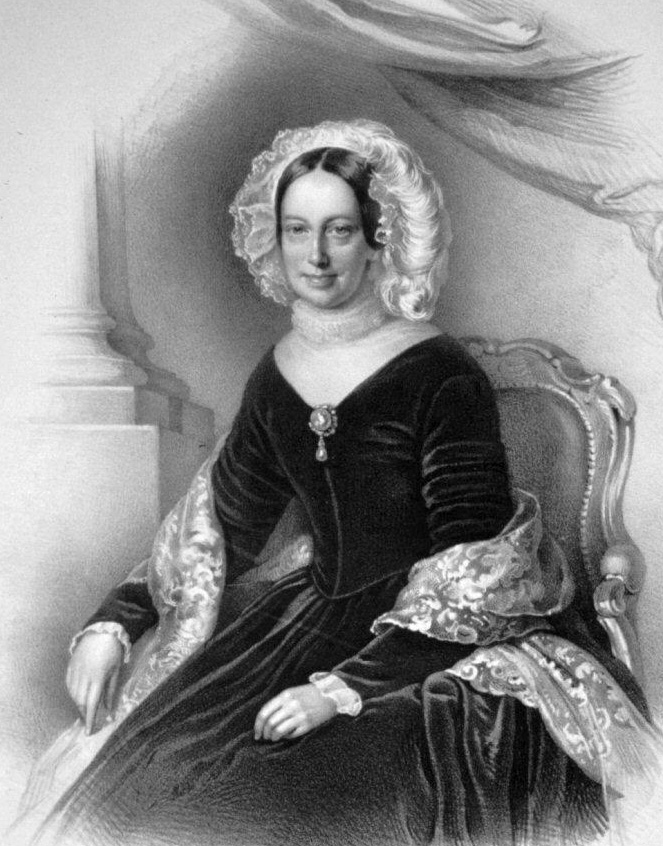
Mária Lujza parmai hercegnő idősebb korában (Josef Kriehuber litográfiája)

1814 márciusában, amikor a koalíciós hadseregek már Párizst fenyegették, Mária Lujza császárné Blois-ba menekült. Március végén Párizs elesett, áprilisban Napóleon Fontainebleau-ban lemondott (előbb fia, II. Napóleon javára, majd Wellington herceg követelésére ettől a feltételtől is visszalépett.) Az 1814-es fontainebleau-i szerződés Mária Lujza császárnénak biztosította Parma, Piacenza és Guastalla hercegségét. A császár nem akarta, hogy felesége kövesse őt Elba szigetére, inkább szeretőjét vitte magával. Mária Lujzát apja, Ferenc osztrák császár rábeszélte, hogy fiával együtt térjen vissza Bécsbe. Többé nem is találkozott férjével, akit 1815-ben, visszatérési kísérletének kudarca után Szent Ilona szigetére deportáltak, ahonnan haláláig levelezésben állt feleségével.
Az excsászárné 1814 júliusában az aix-en-provence-i gyógyfürdőkbe ment gyógykezelésre, majd Svájcban tett utazásokat. Útjaira Adam Albert von Neipperg osztrák gróf, császári-királyi tábornok (1775–1829) kísérte el. Bécsbe visszatérve Neipperg gróf képviselte Mária Lujza érdekeit a bécsi kongresszuson. 1815. március 29-én a császár kinevezte Neipperg grófot Mária Lujza főistállómesterévé, és a Parmában állomásozó osztrák erők főparancsnokává. A gróf részt vett a Nápolyi Királyság elleni hadjáratban, Nápoly főkormányzója lett, majd hadseregével részt vett Napóleon száznapos uralmának leverésében.
Ferenc császár támogatásával a bécsi kongresszus határozatainak 99. cikkelye 1815. június 9-én megerősítette Mária Lujzának a fontainebleau-i szerződésben rögzített jogcímét Parma, Piacenza és Guastalla hercegségére (duchesa di Parma). Fia, Napóleon Ferenc Károly herceg is megtarthatta parmai hercegi címét (principe di Parma). Parma új uralkodó hercegnője, Neipperg gróf főistállómester kíséretében székvárosába utazott.
1816-ban Mária Lujza hercegnő Neipperg grófot (akit a korabeli itáliai gúnyiratok hiányzó fél szeme miatt „Vak Ámornak” hívtak) kinevezte a hercegség főudvarmesterévé (Gran Maestro di Palazzo) és főminiszterévé (amministratore). A következő évben apja, Ferenc császár kinevezte a grófot a császári-királyi valóságos titkos tanácsosnak (k.k. Wirklicher Geheimer Rat). Mária Lujzának ekkor már viszonya volt a gróffal, bár hivatalosan még mindig Napóleon Bonaparte felesége volt. Viszonyukból két törvénytelen gyermek született, akik Montenuovo grófi címet kapták (ez volt a Neipperg vagy Neuberg családnév olasz tükörfordítása):
- Albertina Maria di Montenuovo grófnő (1817–1867), aki Luigi di Sanvitaléhoz, Fontanellato grófjához ment feleségül,
- Wilhelm Albrecht von Montenuovo gróf (1821–1895), császári-királyi tábornok, 1864-től Montenuovo hercege, aki a németújvári Batthyány-Strattmann Julianna grófnőt vette feleségül. Fiuk, Alfred von Montenuovo 1898-ban Ferenc József főudvarmestere lett.

Neipperg gróftól született gyermekeit születésük után rögtön egy Dr. Rossi nevű orvos családjához adta ki nevelésre. Elsőszülött fiával, a Napóleontól született Napóleon Ferenc Károly herceggel sem tartotta a kapcsolatot. 1817-ben a Szent Szövetség – Anglia és az Orosz Birodalom követelésére – megvonta Napóleon Ferenc Károly hercegtől a fontainebleau-i szerződésben kikötött, és a bécsi kongresszus határozatával is megerősített parmai hercegi címét, mivel ő parmai hercegként anyja után a Parmai Hercegség trónjának jogszerű várományosa volt, de a győztes hatalmak nem akartak több Bonapartét uralkodónak. Nagyapja, Ferenc császár 1818. július 22-én kárpótlásul neki juttatta a kicsiny Reichstadti Hercegséget (ma: Zákupy, Csehország), hogy valami rangot viselhessen.

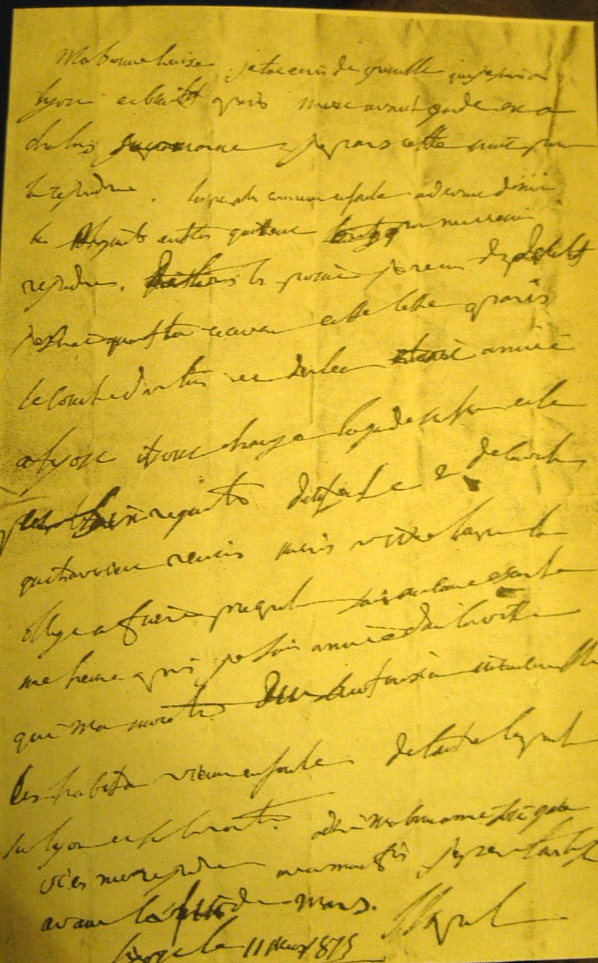
Napóleon levele Mária Lujzához, Elba szigetéről
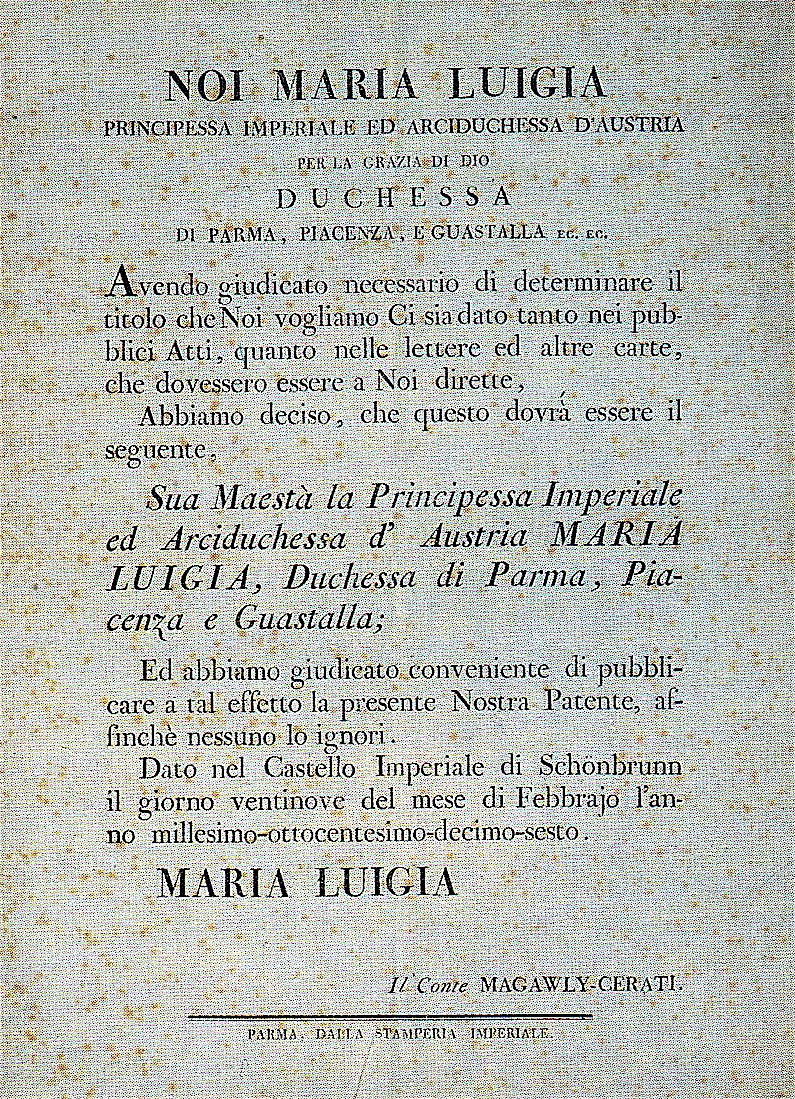
A parmai hercegnő kiáltványa, 1816
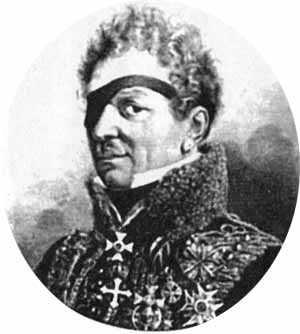
Második férje, Neipperg gróf
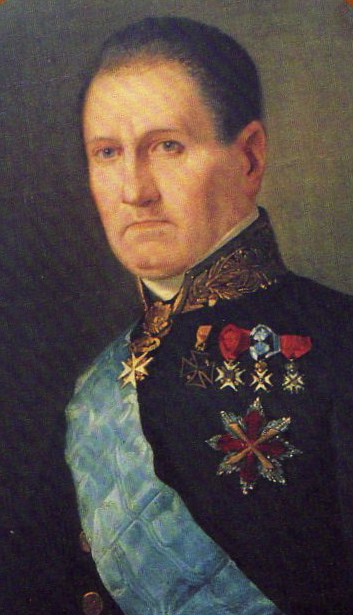
Harmadik férje, Bombelles gróf

### Második és harmadik házassága
Napóleon halála után a Mária Lujza legalizálhatta törvénytelen viszonyát gyermekei apjával. 1821. szeptember 7-én a parmai hercegnő rangon aluli (morganatikus) házasságot kötött Neipperg gróffal. Az esküvőt a Sala Baganza-i kastélyban tartották. Ezt követően a házasságból még két gyermek született, Matilde (*/† 1822) és Gustavo (*/† 1823), de mindketten kisgyermekként meghaltak.
Parmában saját költségén felépítette a Hercegi Színházat (Teatro Ducale). Az építés 1821-ben kezdődött, 1829-ben megnyitották a színházat. Az egységes Olasz Királyság 1860-as kikiáltása után ezt átnevezték Királyi Színházra (Teatro Regio) .
Uralkodó hercegnőként meglehetős népszerűséget élvezve, de visszavonultan élt Parmában. Férje, Neipperg gróf 1829-ben elhunyt. A hercegnő Charles-René de Bombelles grófot (1785–1856) nevezte ki új főudvarmesterré és főminiszterré. 1834. február 17-én férjhez is ment Bombelles grófhoz. Ezzel a házassággal már Parma valóságos nagyasszonyának tekintették. Harmadik házassága már gyermektelen maradt.
Elsőszülött fia, a reichstadti herceg 1832-ben Schönbrunnban meghalt.

### Halála
Mária Lujza parmai hercegnő 1847 telén megbetegedett, mellhártyagyulladást kapott. Öt nappal 56. születésnapja után, december 17-én Parmában elhunyt. Jelenlévő alattvalóitól és az Államtanács tagjaitól ezekkel az olasz szavakkal búcsúzott el: „Adio amici miei” (Isten veletek, barátaim). Végrendeletében jelentős összeget hagyott iskolák építésére. Ünnepélyes temetési szertartását a parmai San Lodovico kápolnában tartották meg, majd koporsóját Bécsbe szállították, és a Habsburg-család hagyományos temetkezőhelyén, a kapucinusok bécsi templomának császári kriptájában (Kaisergruft) temették el. A parmai hercegi trónt II. Károly néven a Bourbon-házból való Károly Lajos herceg (1799–1884), I. Ferdinánd parmai herceg (1751–1802) unokája örökölte. Vele és örököseivel a Parmai Hercegségben helyreállt a Napóleon által 1802-ben elüldözött Bourbonok uralma.

### Emlékezete
1912-ben Glauco Lombardi (1881–1970) Parmában múzeumot alapított Mária Lujza hercegnő emlékének szentelve. Az épület a második világháborúban súlyosan megsérült, ma helyreállítva látogatható.